# Телеши (Смоленский район)
Телеши — деревня в Смоленском районе Смоленской области России. Входит в состав Михновского сельского поселения. Население — 28 жителей (2007 год).
Расположена в западной части области в 10 км к юго-западу от Смоленска, в 1 км южнее автодороги А141 Орёл — Витебск. В 3 км севернее деревни расположена железнодорожная станция Гнёздово на линии Смоленск — Витебск.

## История
В годы Великой Отечественной войны деревня была оккупирована гитлеровскими войсками в июле 1941 года, освобождена в сентябре 1943 года.